# Rytwiany (gmina)
Pour les articles homonymes, voir Rytwiany.
La gmina de Rytwiany est une commune rurale de la voïvodie de Sainte-Croix et du powiat de Staszów en Pologne. Elle s'étend sur 124,66 km2 et comptait 6 240 habitants en 2010. Son siège est le village de Rytwiany qui se situe à environ 5 kilomètres au sud-est de Staszów et à 58 kilomètres au sud-est de Kielce.

## Villages
La gmina de Rytwiany comprend les villages et localités de Grobla, Kłoda, Niedziałki, Pacanówka, Podborek, Ruda, Rytwiany, Sichów Duży, Sichów Mały, Strzegom, Strzegomek, Święcica, Sydzyna, Szczeka et Tuklęcz.

## Gminy voisines
La gmina de Rytwiany est voisine des gminy de Łubnice, Oleśnica, Osiek, Połaniec, Staszów et Tuczępy.